# Aika Hakoyama
Aika Hakoyama (箱山 愛香, Hakoyama Aika) est une nageuse synchronisée japonaise née le 27 juillet 1991 à Nagano. Elle remporte la médaille de bronze du ballet aux Jeux olympiques d'été de 2016 à Rio de Janeiro.